# Ixodes hirsti
Ixodes hirsti este o specie de căpușe din genul Ixodes, familia Ixodidae, descrisă de Arthur Hill Hassall în anul 1931. Conform Catalogue of Life specia Ixodes hirsti nu are subspecii cunoscute.